# Konvertibilität
Konvertibilität (Konvertierbarkeit; lateinisch convertere „umkehren“, „umwenden“; englisch convertibility) ist im Außenhandel die freie und unbegrenzte Umtauschbarkeit der Inlandswährung in andere Fremdwährungen.

## Allgemeines
Freie Märkte setzen international eine vollständige Konvertibilität der legalen Zahlungsmittel voraus. Letztlich beschreibt die Konvertibilität die legale Umtauschmöglichkeit von Zahlungsmitteln in andere Zahlungsmittel und schließlich in Waren und Dienstleistungen. Deshalb weist ein freier Devisen- und Kapitalmarkt die höchste Konvertibilität auf. Devisen- und Kapitalverkehrskontrollen als Gegensatz zur Konvertibilität gibt es in Staaten, die Ungleichgewichte in ihrer Zahlungsbilanz aufweisen. Oft besteht hier eine „Konvertibilität der laufenden Posten“, also Zahlungen im Zusammenhang mit dem Handels- und Dienstleistungsverkehr, Arbeits- und Vermögenseinkünften aus dem Ausland und unentgeltlichen Übertragungen. Kapitalkonvertibilität hingegen, die den freien Kapitalverkehr ermöglicht, ist hiermit nicht verbunden.
Export, Import, Transithandel, Tourismus und internationaler Kreditverkehr können nur funktionieren, wenn Wirtschaftssubjekte ihre Forderungen und Verbindlichkeiten auch in Fremdwährung erwerben, halten, übertragen und zurückzahlen dürfen.

## Arten
Es gibt die vollständige und beschränkte Konvertibilität.
- Vollständige Konvertibilität liegt vor, wenn in- und ausländische natürliche und juristische Personen laufende Zahlungen und Kapitaltransaktionen unbegrenzt in Fremdwährungen durchführen dürfen. Jeder Inhaber von inländischen Zahlungsmitteln und Devisen hat das Recht, diese unbeschränkt zum Paritätskurs gegen ausländische oder inländische Zahlungsmittel einzutauschen (Artikel VIII Abschnitt 4 in Verbindung mit Artikel IV des IWF-Abkommens)[2].
- Beschränkte Konvertibilität
  - Bezogen auf Person oder Institution: das Umtauschrecht inländischer in Fremdwährung kann auf Ausländer oder ausländische Zentralbanken oder auf Inländer und inländische Zentralbanken beschränkt werden:
    - Inländer-Konvertibilität bedeutet, dass nur der Deviseninländer[3] ohne Einschränkungen seine Zahlungsmittel in Devisen eintauschen darf, während der Ausländer im Rahmen der Devisenbewirtschaftung mengenmäßigen und sonstigen Beschränkungen unterliegt.
    - Die Ausländer-Konvertibilität gewährt nur dem Devisenausländer die Konversion in andere Währungen, während der Inländer im Rahmen der Devisenbewirtschaftung mengenmäßigen und sonstigen Beschränkungen unterliegt.

  - Bezogen auf den Verwendungszweck: die Konvertibilität gilt nur für laufende Transaktionen (Waren- und Dienstleistungsverkehr) sowie Schuldendienst; Kapitaltransaktionen sind dagegen beschränkt oder verboten.
  - Bezogen auf Währungen: nur bestimmte Fremdwährungen können gegen Inlandswährung getauscht werden.

Im Rahmen seiner Währungsverfassung kann ein Staat autonom darüber entscheiden, ob die eigene Währung frei austauschbar sein soll oder ob die Austauschbarkeit eingeschränkt und staatlich gelenkt wird (Devisenbewirtschaftung). Eine vollständig konvertible Währung liegt vor, wenn die Austauschbarkeit einer Währung gegen eine andere uneingeschränkt ist; Inländern und Ausländern ist es gestattet, beliebige Mengen zu erwerben, zu halten und zu verkaufen. Nicht konvertible Währungen werden Binnenwährung genannt und besitzen allein in dem Land Gültigkeit, das sie herausgibt.
Nach der Art der Transaktionen kann zwischen der Leistungsbilanzkonvertibilität (oder eingeschränkter: Handelsbilanzkonvertibilität) und der Kapitalverkehrskonvertibilität unterschieden werden. Eine Leistungsbilanzkonvertibilität liegt vor, wenn Transaktionen im Rahmen der Leistungsbilanz erlaubt sind, etwa die Bezahlung laufender Geschäfte wie bei einem Waren-Import. Dagegen sind Kapitaltransaktionen (etwa der Wertpapierkauf) eingeschränkt oder untersagt. Dies wird durch Artikel VIII Abschnitt 4 des IWF-Abkommens gedeckt, der lediglich die Konvertibilität für laufende Geschäfte („current transactions“) verlangt. In den IWF-Statuten sind lediglich Ausländerkonvertibilität und Leistungsbilanzkonvertibilität vorgesehen. Die Kapitalverkehrskonvertibilität gestattet wiederum den freien Kapitalimport und -export, was Kapitalverkehrsfreiheit bei Investitionen im Inland und Ausland ermöglicht.

## Geschichte
In ihrer ursprünglichen Bedeutung verstand man unter Konvertibilität die Garantie einer Zentralbank, die von ihr ausgegebenen Banknoten zu einem festen Kurs in Gold umtauschen zu können (Goldkonvertibilität). Mit dieser Goldkonvertibilität begann im September 1717 das Vereinigte Königreich, als es die Goldparität mit 3.17.10 ½ Pfund Sterling (dezimal 3,89 Pfund) pro Feinunze Gold festlegte. Damit waren internationale Kapitalbewegungen innerhalb eines globalen Währungssystems möglich.
John Maynard Keynes griff 1923 die Konvertibilität im Rahmen der Diskussion über eine Rückkehr zum Goldstandard als ein abgenutztes Dogma an, denn sie könne wegen des Automatismus nicht die Stabilität des Wirtschaftssystems garantieren. Nachdem sich das Vereinigte Königreich einem drastischen Abfluss seiner Goldreserven ausgesetzt sah, war das Land im September 1931 gezwungen, die Konvertibilität des Pfunds zu suspendieren. Das Pfund blieb – im Gegensatz zur Reichsmark – frei handelbar, wenngleich zu einem schwankenden Devisenkurs. Dieser brach um 30 % ein und zwang die Handelspartner ebenfalls zur Kursfreigabe. Im Abwertungswettlauf brach der Welthandel 1932 vollends ein.
Das Abkommen von Bretton Woods schränkte am 22. Juli 1944 diese umfassende Definition ein und begrenzte die Konvertibilität auf erworbene Bankguthaben und auf laufende Geschäfte (Artikel VI Absatz 3 und Artikel VIII Absatz 4). Das IWF-Abkommen erhob die Konvertibilität zur Grundlage des internationalen Währungssystems. Aber selbst nach Ablauf der vorgesehenen Übergangsfrist sahen sich die meisten Unterzeichnerländer nicht in der Lage, zur Konvertibilität überzugehen. England führte sie zwar im Juli 1947 ein, gab sie aber nach sechs Wochen im August 1947 wieder auf und kehrte zur Devisenbewirtschaftung zurück.
Eine besondere Form der Konvertibilität gab es ab dem 1. April 1954 durch die Beko-Mark. Aufgrund der Mitteilung der Bank deutscher Länder war es Devisenausländern gestattet, „beschränkt konvertierbare DM-Konten“ zu eröffnen, die unverzinslich geführt wurden und zu Zahlungen in Drittländern verwendet werden konnten. Auf dieses Konto durften Deviseninländer Einzahlungen vornehmen. Ab 1. Juli 1958 wurden die Beko-Konten als frei konvertierbare DM-Konten geführt. Zwischen dem 1. Juli 1950 und Dezember 1958 gab es die Europäische Zahlungsunion (EZU), deren Ziel der Konvertibilität durch einen Kreditmechanismus und multilaterales Clearing erreicht werden sollte.
Am 29. Dezember 1958 führten auf Grundlage der IWF-Statuten die 14 EZU-Mitglieder, Großbritannien und Nordirland, Dänemark, Norwegen und Schweden die Ausländer-Konvertibilität ein, im Januar 1959 folgte Österreich. Erst hierdurch konnte das IWF-Abkommen seine tatsächliche Wirkung entfalten. Als erster Schritt auf dem Wege zu einer Konvertibilität des Rubels galt die Übereinkunft der Staaten des RGW auf ihrer Konferenz im November/Dezember 1965 in Budapest, das Kapital der Internationalen Bank für wirtschaftliche Zusammenarbeit zu 10 % in Gold oder frei konvertierbaren Währungen einzuzahlen. Da der Rubel als kollektivistische Währung notwendigerweise reine Binnenwährung und Gegenstand willkürlicher Eingriffe der Planungsbehörden blieb, fehlte jede Voraussetzung für seine Konvertibilität. Bei vollständiger Konvertibilität würde es nicht mehr in der Macht der Planungsbehörden stehen, zu bestimmen, inwieweit ihre Importe durch Exporte und inwieweit sie durch Gold oder westliche Währungen zu bezahlen wären. Innerhalb des RGW kam es deshalb nur zu einer Binnen-Konvertibilität. Rechtlich sind alle Währungen der RGW-Mitgliedsstaaten (also auch die Mark der DDR) reine Binnenwährungen ohne jegliche Konvertibilität geblieben. Erst seit Juli 2006 ist der russische Rubel formell vollständig konvertierbar und wurde im Januar 2007 von Clearstream und Euroclear als Verrechnungswährung akzeptiert. Der chinesische Renminbi besitzt seit April 1994 eine beschränkte Leistungsbilanzkonvertibilität, während die Kapitalverkehrskonvertibilität durch sehr restriktive Genehmigungsverfahren noch nicht vorhanden ist. Entgegen der Bezeichnung Peso convertible (CUC) ist die – neben dem US-Dollar existierende – im Dezember 1994 eingeführte Zweitwährung in Kuba nicht frei konvertierbar. Im Oktober 2013 veröffentlichte die kubanische Regierung eine Erklärung, in der sie die Zusammenführung der beiden parallel existierenden kubanischen Währungen ankündigte, ohne jedoch konkrete Angaben zur zeitlichen Umsetzung der dafür notwendigen Maßnahmen zu machen. Am 24. November 2020 erließ das Parlament Kubas ein Gesetz zur Zusammenführung der beiden Währungen bis Ende 2020 und eine Ersetzung des konvertiblen Pesos (CUC) durch die digitale Moneda Libremente Convertible (MLC). Dieses Gesetz trat mit Veröffentlichung im Amtsblatt am 10. Dezember 2020 in Kraft.

## Volkswirtschaftliche Bedeutung
Die Konvertibilität erleichtert den Welthandel. Eine vollständige Konvertibilität führt zu positiven Effekten im Außenhandel, wobei Exporte und Importe unbegrenzt möglich sind und die internationale Arbeitsteilung steigern helfen. Das führt zu relativen komparativen Kostenvorteilen, weil sich jedes Land bei grenzüberschreitenden Tauschprozessen auf den Export jener Güter spezialisieren kann, die es mit dem kleinsten absoluten Kostennachteil (= relativer komparativer Kostenvorteil) produzieren kann, was die Wohlfahrt der Handelspartner verbessern hilft. Absatzmärkte vergrößern sich, die Rohstoffversorgung kann verbessert werden. Durch die Steigerung des internationalen Wettbewerbs kann schließlich auch Preisstabilität erreicht werden. Konvertible Währungen tendieren dazu, auch für internationale Finanztransaktionen im Kapitalverkehr genutzt zu werden und gewinnen dadurch an Prestige.
Allerdings kann die Konvertibilität auch zu Ungleichgewichten in der Handelsbilanz beitragen, wenn importlastige Staaten durch permanente Handelsbilanzdefizite ihre Währungen häufig abwerten müssen und umgekehrt. Dadurch gerät das außenwirtschaftliche Gleichgewicht in Gefahr, was zur (temporären) Suspendierung der Konvertibilität führen kann. Kapitalverkehrskonvertibilität ermöglicht auch die internationale Spekulation (gegen eine Währung oder einen Staat) und kann deshalb Finanzkrisen auslösen oder verschärfen. Hauptgrund für die Einschränkung der Kapitalverkehrskonvertibilität ist die Einführung von Kapitalverkehrskontrollen, die auch die Kapitalflucht verhindern können. Die Rückkehr zur vollständigen Konvertibilität ist nur möglich, wenn die Störungen des güterwirtschaftlich bedingten außenwirtschaftlichen Gleichgewichts abklingen, so dass eine vollständige Konvertibilität nur auf dem Wege über eine beschränkte Konvertibilität zu erreichen ist.